# Muoni

Dibuix simplificat d'un muoni

El muoni és un àtom exòtic format per un antimuó (l'antipartícula del muó, carregada positivament) i un electró, amb el símbol Mu o μ+e-. Durant la vida mitjana típica del muó, de 2 μs, pot formar compostos com el clorur de muoni (MuCl) o el muoniur sòdic (NaMu).
A causa de la diferència de massa entre l'antimuó i l'electró, el muoni s'assembla més a l'hidrogen que el positroni. El seu radi de Bohr i la seva energia d'ionització difereix en un 0,5% de la de l'hidrogen, el deuteri i el triti.
Els físics consideren el muoni com un isòtop de l'hidrogen, i per la seva curta vida, l'usen en una forma modificada de l'espectroscòpia de ressonància d'espín electrònic, per a analitzar les transformacions químiques i l'estructura de compostos nous o de propietats electròniques potencialment valuoses (aquesta forma de ressonància d'espín electrònic es denomina ressonància d'espín muònic o μSR). Existeixen variants de la ressonància d'espín muònic, per exemple la rotació d'espín muònic, la qual usa un camp magnètic aplicat de manera transversal a la direcció del feix de muons, i l'anomenada ressonància de nivells creuats. Aquesta darrera utilitza un camp magnètic aplicat longitudinalment sobre el feix muònic, i monitora la relaxació de l'espín muònic causada per les oscil·lacions magnètiques del muoni sobre altres àtoms magnètics. C. J. Rhodes ha considerat el muoni com el segon radioisòtop de l'hidrogen, després del triti.